# Pinelema spirulata
Pinelema spirulata es una especie de araña araneomorfa del género Pinelema, familia Telemidae. Fue descrita científicamente por Zhao & Li en 2018.

## Distribución geográfica
Habita en Vietnam.